# National Road 5
La National Road 5 (N5) è una strada nazionale primaria della Repubblica d'Irlanda e connette Dublino alla parte occidentale della nazione, diramandosi dalla N4 a Longford e terminando il suo tragitto a Westport, sulla costa ovest del Mayo.

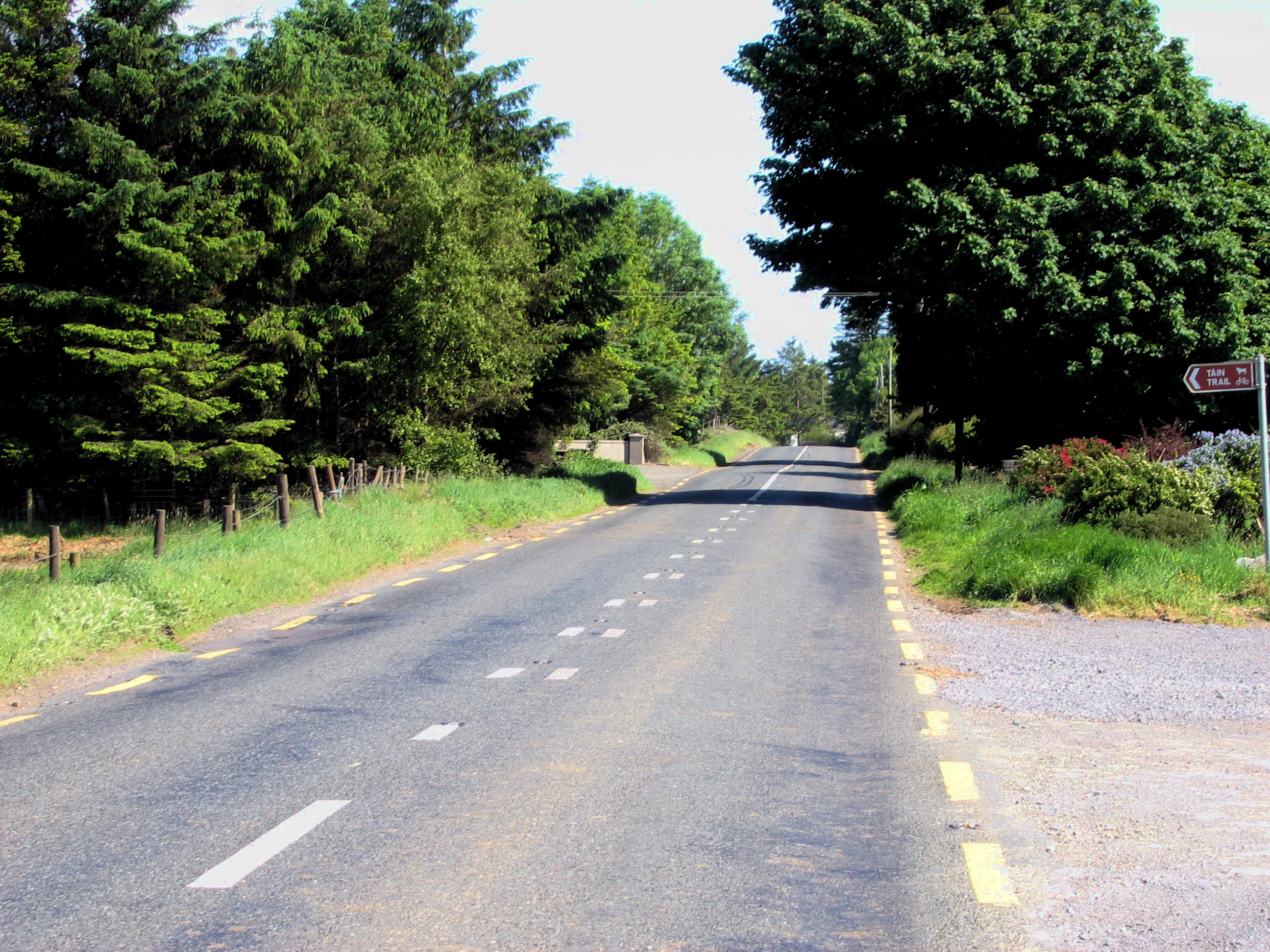
La N5 nei pressi di Tulsk

La N5 attraversa vari centri abitati, non giovando al traffico locale: Longford, ma anche Strokestown e Ballaghaderreen, prima di incrociare la N17 a Charlestown vicino al Knock International Airport. Entrata nel Mayo, la strada incontra un tragitto più agevole: la N26 per Ballina si dirama dalla N5 poco dopo Swinford, che è l'unico centro considerevole prima di Westport ed è evitato da uno svincolo.